# Music Meeting

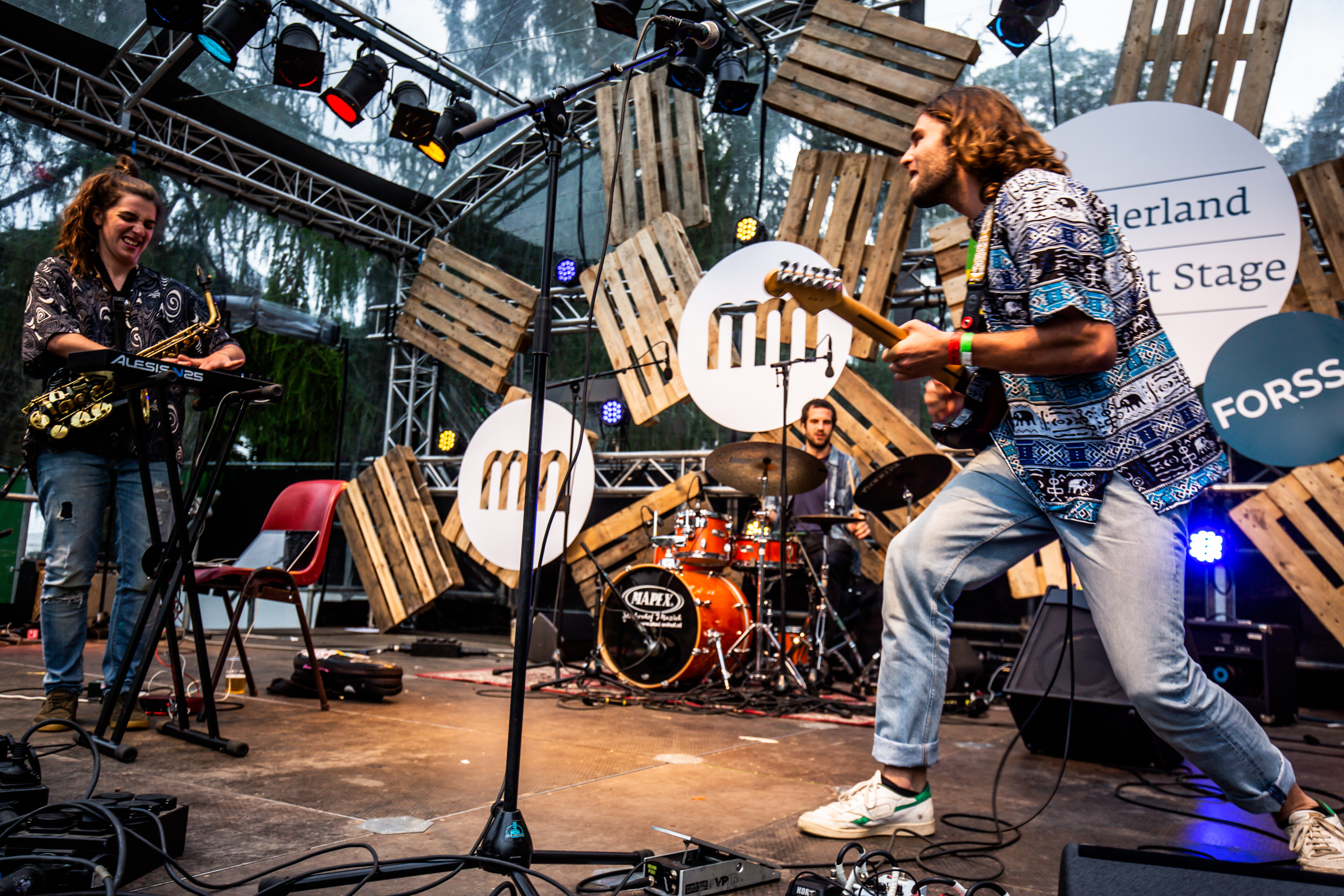
Music Meeting 2019 - Amaguk foto: Eric van Nieuwland

Het Music Meeting Festival is een driedaags muziekfestival dat tijdens Pinksteren wordt gehouden in Nijmegen. De programmering legt zich toe op stijlen, genres en culturen, van jazz en improvisatiemuziek tot traditionele muziek en unieke cross-overs. Het evenement geeft een podium aan artiesten wereldwijd, die nog zelden of nooit in Nederland te zien zijn geweest.  

## Geschiedenis
De eerste editie was in 1985. Het evenement droeg toen de naam '1st Multicultural Dance and Improvised Music Meeting', wat al snel in de volksmond 'Music Meeting' werd. Het festival vond jaarlijks plaats in Concertgebouw de Vereeniging en Stadsschouwburg Nijmegen, en werd steeds in het eerste weekend van november gehouden. Sinds 2004 vindt Music Meeting plaats in Park Brakkenstein, en sinds 2006 in het pinksterweekend.
In mei 2021 heeft Music Meeting festival een online muziekkanaal gelanceerd: Music Meeting All Ears. Hierop staan muzieksessies, podcasts, archiefmateriaal en dergelijke online.

## Bekende artiesten
- Amira Medunjanin
- Billy Cobham
- Charlie Haden
- Cesaria Evora
- Hugh Masekela
- Ibrahim Maalouf
- Khaled
- Mulatu Astatke
- Nusrat Fateh Ali Khan
- Oumou Sangaré
- Rokia Traoré
- Savina Yannatou
- Youssou N'Dour

## Varia
- In 2013 werd Music Meeting door het Engelse tijdschrift Songlines opgenomen in een lijst van 25 beste internationale muziekfestivals van 2013.[2]
- Een bekend citaat van het Fonds Podiumkunsten is: "Volgens de commissie is Music Meeting hiermee een voorbeeld van hoe je ook wat minder toegankelijke muziekvormen voor een groter publiek kunt ontsluiten."[3]